# Министерство жилищного строительства и борьбы с городской бедностью Индии
Министерство жилищного строительства и борьбы с городской бедностью Индии выделяет ресурсы для правительственных штатов с помощью различных схем централизованного спонсирования, обеспечивает финансами в рамках национальных финансовых институтов и поддерживает различные программы внешней помощи для жилищного строительства и городского развития в стране.
С июня 2013 г. Министерство возглавляет государственный министр Гириджа Вьяс.
Министерством несколько раз входило в состав Министерством градостроительства, прежде чем, наконец обрело отдельный статус в 2004 году.

## Подведомственные организации
- Национальные строительные организации
  - Предприятия государственного сектора
    - Корпорация жилищного строительства и городского развития
- Уставные и автономные органы
  - Совет по рекламированию строительных материалов и технологии
  - Национальная Федерация жилищных кооперативов Индии
  - Главное управление бухгалтерии